# Wały (Stawiany)
Wały – część wsi Stawiany w Polsce, położona w województwie świętokrzyskim, w powiecie pińczowskim, w gminie Kije.
W latach 1975–1998 Wały administracyjnie należały do województwa kieleckiego.